# Anagyrus pilosus
Anagyrus pilosus är en stekelart som beskrevs av Ishii 1928. Anagyrus pilosus ingår i släktet Anagyrus och familjen sköldlussteklar. Inga underarter finns listade i Catalogue of Life.